# ملیبیوس
ملیبیوس (به انگلیسی: Melibiose) با فرمول شیمیایی C۱۲H۲۲O۱۱ یک ترکیب شیمیایی با شناسه پاب‌کم ۱۱۴۵۸ است. که جرم مولی آن ۳۴۲٫۳ g/mol می‌باشد. 